# Фульвий Эмилиан
Фульвий Эмилиан (лат. Fulvius Aemilianus) — римский государственный деятель и сенатор середины III века.

## Биография
Эмилиан принадлежал к италийскому патрицианскому роду, который приблизительно с I века стал родственным фамилии Бруттиев. Его отцом был консул 206 года Луций Фульвий Гавий Нумизий Петроний Эмилиан. В 237 году он находился на посту квестора. В 244 году Эмилиан занимал должность ординарного консула вместе с Тиберием Поллением Армением Перегрином.
Ранее предполагалось, что Эмилиан во второй раз был консулом в 249 году. Кроме того, после консульства он, возможно, занимал должность префекта Рима в правление императора Филиппа Араба. Тем не менее, считается невозможным, что Эмилиан всего за шесть лет два раза становился ординарным консулом. Поэтому предполагается, что его брат Луций Фульвий Гавий Нумизий Эмилиан во второй раз был консулом в 249 году.